# Conservatisme aux États-Unis
Le conservatisme américain est un vaste système de valeurs politiques aux États-Unis qui se caractérise par l'attachement aux traditions, une forte religiosité (fréquentes évocations de Dieu et des valeurs chrétiennes (en)), le libéralisme économique, l'anticommunisme, le droit de porter une arme, la défense de l'exceptionnalisme américain[réf. nécessaire] et la défense de la culture occidentale contre la menace supposément représentée par le socialisme, le relativisme moral, le multiculturalisme et l'internationalisme libéral.
Le conservatisme est aux États-Unis associé à la droite et en particulier au Parti républicain,,. 

## Courants, variantes
Des courants et des variantes s'entre-mélangent dans le parti, dont :
- des courants libertariens (Libertarianisme de droite qui soutient la primauté de l'individualisme et le capitalisme de libre marché, et combat l'État-providence[4] et la redistribution[5] ; à la différence du libertarianisme de gauche, il n'a pas d'approche égalitaire de l'accès aux ressources naturelles)[6] ;
- des courants très conservateurs (qui dominent le Parti républicain depuis quelques décennies) ;
- un courant néoconservateur[7],[8],[9],[10] ;
- un courant paléoconservateur, populiste, qui utiliserait les frustrations et aspirations de nombreux électeurs américain pour les fédérer autour de la critique anti-establishment (des élites économiques, politiques et scientifiques) des deux grands partis de la traditionnelle bipartition idéologique du pays[11]. Ce paléoconservatisme prône un nationalisme identitaire ; c'est le courant idéologique qui a porté Donald Trump au pouvoir[12] ;
- un courant fusionniste ;
- un courant de droite se disant chrétienne ;
- des courants complotistes.

## Évolutions récentes
Sous les présidences de Ronald Reagan (1981-1989) puis de George W. Bush (2000-2009), le parti conservateur met en avant des valeurs de patriotisme, de défense des valeurs familiales, de libéralisme économique, de libre-échange, mais aussi d'interventionnisme militaire. 
À son accession au pouvoir Donald Trump réhabilite l'idéologie paléo-conservatrice : moins libéral dans les faits, il réintroduit un fort protectionnisme économique. Sa politique migratoire (surtout avec le Mexique) se durcit. Il attaque les élites dans un style « populiste » propice à la montée d'un « conservatisme national ». 